# Nodul
Nodul je majhna kroglasta tvorba, ki se razvije na rastlinskih koreninah ali steblih. V nodulih živijo bakterije, ki iz zraka vežejo dušik. Bakterije so v simbiozi s svojimi gostiteljskimi rastlinami; oskrbujejo jih z dušičnimi hranili in v zameno od njih prejemajo sladkorje.

## Koreninski noduli
Različne vrste dušičnih bakterij razvijejo simbiozo z različnimi rastlinami.
Rastline iz družine metuljnic (fižol, grah, bob, leča, detelja, robinija ...) živijo v simbiozi z bakterijami iz rodu Rhizobium. Te se naselijo v koreninskih nodulih ali koreninskih gomoljčkih. Dušika, ki je bistvenega pomena za prehrano rastlin, je v zraku sicer okoli 80 %, a je za rastline v tej obliki neuporaben. Rizobijske bakterije pa so zmožne dušik vezati v spojine (amonijak), ki jih lahko rastline porabijo za rast. Posebne bakterije, nitrifikatorji, zatem amonijak pretvarjajo v nitrite in nitrate, ki jih rastline asimilirajo ali pa jih denitrifikatorji spremenijo nazaj v atmosferski dvoatomarni dušik.
Jelše prav tako živijo v bakterijski simbiozi, in sicer z bakterijami iz rodu Frankia, ki fiksirajo zračni dušik. Jelše so razvile tudi mikorizo, koreninsko simbiozo z glivami, preko katerih se fiksirani dušik po podgobju prenaša do drugih gozdnih rastlin.

## Stebelni noduli
Bakterije iz rodu Azorhizobium naselijo stebelne nodule rastlin iz rodov Aeschynomene, Neptunia in Sesbania (vse iz družine metuljnic) in vežejo zračni dušik.